# Безкрайната игра
Безкрайната игра е английски телевизионен филм от 1989 г. Режисьор на филма е Брайън Форбс. В ролите участват Кристин Скот Томас, Иън Холм, Джордж Сегал, Албърт Фини. Това е филм за шпионаж по време на Студената война и последният филм, в който Антъни Куейл се снима, той умира през октомври 1989 г.
Във филма се разказва за неактивни вече британски агенти, които биват убивани един след друг. Остава само един, който се опитва да разбере кой и защо стои зад тези убийства. За тази цел той трябва да се върне в самото начало.